# Actiekomedie
De actiekomedie is een genre van films waarin actie met komedie wordt gecombineerd. Dit genre begon met zijn opkomst in de jaren 80, toen men ging experimenteren met politieachtervolgingen en humor in één scène. Vaak is de actie maar een onderdeel van een subverhaal in de film, het meest belangrijke in de film zijn de humoristische elementen. Vechtscènes in actiekomedies eindigen zelden in de dood of ernstig letsel van een van de personages. Een bekende acteur in actiekomedies is Eddie Murphy.
Voorbeelden van de actiekomedie zijn:
- 48 Hrs. (1982)
- Bad Boys (1995)
- Bad Boys II (2003)
- Beverly Hills Cop (1984)
- Beverly Hills Cop II (1987)
- Beverly Hills Cop III (1994)
- Charlie's Angels (2000)
- Charlie's Angels: Full Throttle (2002)
- Midnight Run (1988)
- Rush Hour (1998)
- Rush Hour 2 (2001)
- Rush Hour 3 (2007)
- The Blues Brothers (1980)